# Hans-Georg Arlt
Hans-Georg Arlt (* 3. Februar 1927 in Züllichau; † 11. Juli 2011 in Berlin) war ein deutscher Violinist.

## Leben
Der Sohn der Konzertpianistin Lotte Kruse (Tochter des Musikschriftstellers Georg Richard Kruse) und des Lehrers und Geigers Ernst Arlt begann nach ersten Erfahrungen am Klavier im Alter von sechs Jahren bei seinem Vater das Geigenspiel zu erlernen. Er wurde zehn Jahre von seinem Vater unterrichtet, der bei ihm die Gabe des Absoluten Gehörs entdeckte. Nachdem er als Zwölfjähriger die Gelegenheit bekam, bei Max Strub vorzuspielen, wurde er 1943 sechzehnjährig als ordentlicher Student an der Berliner Hochschule für Musik eingeschrieben. Arlt musizierte im Hochschulorchester, das zeitweise unter der Leitung von Sergiu Celibidache – zu der Zeit ebenfalls Student – stand.
Seine künstlerische Laufbahn wurde vom Zweiten Weltkrieg unterbrochen, nach Entlassung aus der sowjetischen Kriegsgefangenschaft konnte er seine Tätigkeit als Violinist fortsetzen. Ab 1946 war er für vier Jahre beim Berliner RBT-Orchester (Leitung: Horst Kudritzki) tätig und hatte dort den Posten des Konzertmeisters inne. Parallel dazu spielte Arlt im Orchester der Berliner Staatsoper sowie im Orchester des Friedrichstadtpalastes. Mit Werner Müller und dessen RIAS-Tanzorchester war er von 1950 bis 1958 auf Tournee. 1959 war er Mitbegründer und Konzertmeister des Großen Studio-Orchesters Berlin. Die Aufgabe dieses Orchesters bestand darin, den konzertanten Rahmen der Sendungen der Rundfunkanstalten RIAS Berlin und Sender Freies Berlin zu schaffen. Als Solist gastierte er im In- und Ausland. Außerdem wirkte Arlt bei Schallplattenaufnahmen mit.
Auf Wunsch des Produzenten der EMI-Electrola, Fritz Ganss, nahm er eine Konzertmeisterstelle beim Rundfunk-Orchester des Radio Forces Françaises de Berlin an. Mit diesem Orchester, das aus rechtlichen Gründen auf Schallplatten als Berliner Symphoniker ausgewiesen war, spielte er bis in die späten 1970er Jahre auch bei Eurodisc die Operettenaufnahmen unter Leitung von Werner Schmidt-Boelcke, Robert Stolz und Nico Dostal ein.
Im Jahr 1978 trat er dem Orchester des Berliner Theater des Westens bei und war dort bis Ende 1991 als Konzertmeister tätig. Er war neben Johannes Heesters und Götz Friedrich Ehrenmitglied des Hauses.

## Werke
Die Bandbreite seines Schaffens zeigt sich in seiner Tätigkeit als Solist und Konzertmeister und reicht von Opern- bzw. Bühnenwerken bis zu Unterhaltungs-, Film- und Tanzmusik.